# ФК Арис Солун
Фудбалски клуб Арис Солун (грч. Αθλητικός Σύλλογος Άρης) је грчки фудбалски клуб из Солунa. Основан је 25. мартa 1914. и такмичи се у Суперлиги Грчке.